# Tàngara caranegra
La tàngara caranegra (Schistochlamys melanopis) és un ocell de la família dels tràupids (Thraupidae).

## Hàbitat i distribució
Habita les sabanes, bosc, clars i bambú de les terres baixes al centre, nord i est de Colòmbia, Veneçuela, Guaiana, est del Perú, nord i est de Bolívia i nord, est, centre i sud del Brasil.